# زونيساميد
زونيساميد هوأحد أعضاء عائلة السلفوناميد المضادة للاختلاج المعتمدة للاستخدام كعلاج مساعد في البالغين المصابين بالنوبات ذات البداية الجزئية؛ والتشنج الصرعي، وأنواع النوبات المختلطة من متلازمة لينوكس-غاستوت، والرمع العضلي، والنوبة التوترية الرمعية.

## الاستخدام الطبي

### النوبات
تمت الموافقة على استخدام زونيساميد في الولايات المتحدة، والمملكة المتحدة، وأستراليا كعلاج مساعد لللنوبات الجزئية في البالغين وفي اليابان كعلاج مساعد وأساسي للنوبات الجزئية (البسيطة والمعقدة والمعممة بشكل ثانوي) والنوبات المًعممة (التوترية، التوتري-الرمعية، والغياب غير النمطي) والنوبات المركبة.
بالنسبة للصرع، استخدمت معظم الدراسات الزونيساميد عن طريق الفم في جرعات يومية تتراوح من 200 إلى 600 ملليغرام / يوم، مقسمة إلى جرعتين يوميًا، معدلة للحفاظ على مستويات المصل من 15 إلى 40 ميكروجرام / مليلتر.

### خلل الحركة المتأخر
في تجربة مُسماة مفتوحة، خفف الزونيساميد من أعراض خلل الحركة المتأخر.

### السمنة
كما تمت دراسة استخدام الزونيساميد في علاج السمنة مع تأثيرات إيجابية كبيرة على فقدان وزن الجسم، وهناك ثلاث تجارب سريرية جارية لهذا المؤشر.  يُباع الزونيساميد في الأسواق كعلاج للسمنة ممزوجًا مع بوبروبيون، تحت اسم العلامة التجارية إمباتيك.

### الصداع النصفي
تمت دراسة الزونيساميد كعلاج وقائي للصداع النصفي، كما أثبت فعاليته أيضًا في بعض حالات آلام الأعصاب.

### الاكتئاب ثنائي القطب
كما تم استخدامه بدون تصريح من قبل الأطباء النفسيين كعلاج للاكتئاب ثنائي القطب.

## الآثار الجانبية

### الآثار الجانبية حسب معدل الحدوث

#### تشمل الآثار الجانبية الشائعة ( حدثت في أكثر من 10% من الحالات) ما يلي:[2][19][20]
- فقدان الشهية
- النعاس
- الدوخة
- التهيج
- التيه
- الكآبة
- ازدواج الرؤية
- ضعف الذاكرة
- انخفاض البيكربونات

#### تشمل الآثار الجانبية المنتشرة ( حدثت في 1-10% من الحالات) ما يلي
- الكدمات
- فرط الحساسية
- التأثير على القدرة على التحمل
- القلق
- الأرق
- الاضطراب الذهاني
- تبلد الذهن
- اضطرابات التركيز
- الرأرأة (تذبذب المقلتين السريع اللإرادي)
- اضطراب الكلام
- رعشه
- وجع البطن
- الإمساك
- الإسهال
- سوء الهضم
- الغثيان
- طفح جلدي
- الحكة
- تساقط الشعر
- حصوات الكلية
- الإعياء
- أعراض تشبه الإنفلونزا
- الحمى
- الوذمة الطرفية
- خسارة الوزن

### التفاعلات الدوائية
عُرف عن الزونيساميد وغيرها من مثبطات الأنهيدراز الكربوني مثل التوبيرامات، والفوروسيميد، والهيدروكلوروثيازيد أنهت تتداخل دوائيًا مع الأموباربيتال، مما يؤدي إلى تخدير غير كافٍ خلال اختبار وادا. يتفاعل الزونيساميد أيضا مع مثبطات الأنهيدراز الكربوني الأخرى لزيادة إمكانية حدوث الحماض الأيضي.
بالإضافة إلى ذلك، يتم تثبيط عملية التمثيل الغذائي للزونيساميد من قبل كيتوكونازول، وسيكلوسبورين، وميكونازول، وفلوكونازول وكاربامازيبين (في ترتيب تنازلي) بسبب آثارها على إنزيم سيتوكروم 3A4.
ومن المعروف أن الزونيساميد يثبط انزيمات السيتوكروم بي 450 عند تناوله في تركيزات علاجية.

## آلية العمل
الزونيساميد هو دواء مضاد للتشنج مصنف كيميائيًا على أنه من عائلة السولفوناميد ولا علاقة له بمضادات الاختلاج الأخرى. الآلية الدقيقة لتأثير الزونيساميد المضاد للتشنجات غير معروفة، على الرغم من أنه يعتقد أنه ثثبط قنوات الصوديوم وقنوات الكالسيوم من النوع T، الأمر الذي يؤدي إلى تثبيط فرط التزامن للخلايا العصبية (وبالتالي تثبيط آلية حدوث التشنجات). كما يُصنف الزونيساميد أيضًا من مثبطات الأنهيدراز الكربوني الضعيفة ( (على غرار مضاد الاختلاج أسيتازولاميد). كما يعرف عنه أيضًا التأثيرعلى الانتقال العصبي لحمض الغاما-أمينوبيوتيريك وحمض الجلوتاميك.

## الحركة الدوائية

### الامتصاص
امتصاص الزونيساميد متغير، ولكنه ذو معدل امتصاص سريع نسبيًا إذ يصل تركيزه إلى الذروة في حوالي 2.8-3.9 ساعة. يقترب التوافر البيولوجي للزونيساميد من 100٪ ولا تؤثر المواد الغذائية على التوافر البيولوجي للزونيساميد ولكنها قد تؤثر على معدل الامتصاص.

### الأيض
يتم أيض الزونيساميد في الغالب من قبل النظير الإنزيمي سيتوكروم 3A4 ، ولكن تدخل إنزيمات CYP3A7 و CYP3A5، أيضًا في تحويله إلى إلى 2- سولفامويل أستيل - فينول عن طريق الانقسام الاختزالي لحلقة 1,2 بنزيسوكسازول.

## التاريخ
تم اكتشاف الزونيساميد من قبل أونو وزملائه في عام 1972. وبدأت شركة داينيبون سوميتومو فارما (داينيبون فارماسيوتيكال سابقًا) توزيعه في الأسواق في عام 1989 تحت مسمى إكسيغران في اليابان. كما سوقته شركة إيلان في الولايات المتحدة ابتداءًا من عام 2000 تحت مسمى زونغران، قبل أن تننقل شركة إيلان حقها في تسويق الزونيساميد لشركة إيساي المحدودة في عام 2004. وزعت شركة إيساي أيضًا زونغران في أسواق آسيا (الصين وتايوان، وأربعة عشر دولة أخرى) وأوروبا (بدءًا من ألمانيا والمملكة المتحدة).

## روابط خارجية
- - Official Eisai Website
  - Dainippon Sumitomo Prescribing Information for Excegran[وصلة مكسورة][permanent dead link(ويكيبيديا:وصلات خارجية مكسورة)] (Japanese version)
  - Official Dainippon Sumitomo Pharma Website (English version)